# 井上愛 (バスケットボール)
井上 愛（いのうえ めぐみ、1990年1月6日 - ）は、香川県高松市出身の元バスケットボール選手である。ニックネームは「ジュリ」。ポジションはフォワード。現役時代はWリーグの新潟アルビレックスBBラビッツ所属。

## 来歴
高松市立亀阜小学校から高松市立紫雲中学校に進み、香川県選抜に選出されて2004年のジュニアオールスターに出場。このときのチームメイトに元デンソーアイリスの牛田悠理と阿部幸音が居る。
英明高等学校では1年生時よりレギュラーになり2005年全国高等学校総合体育大会バスケットボール競技大会より3年生時の2007年第38回全国高等学校バスケットボール選抜優勝大会まで連続で全国大会に出場。最高成績は2006年インターハイから2007年ウインターカップまでの4季連続ベスト16。鹿屋体育大学進学後も全日本大学バスケットボール選手権大会出場を経験。
大学卒業後の2012年4月、新潟アルビレックスBBラビッツに入団。背番号は11。9月29日、開幕戦のシャンソンVマジック戦にスターターでWリーグ公式戦初出場。
2017-2018シーズン、キャプテンを務める。
2018年4月、アジア競技大会の日本代表候補合宿に参加。
2019-20シーズンに再度、新潟のキャプテンを務めた。同シーズン終了後に現役引退。WJBLオールスターに3度出場している。
現役中にB級コーチライセンスを取得済みで、引退後は指導者となる。英明高校でサポートスタッフを務めている。2021.12　三遠フェニックスの浜松市新橋体育館でスクールコーチとして務めている。スクール生に大人気である。

## 経歴
- 英明高校 - 鹿屋体育大 - 新潟（2012年〜2020年）